# Ridículo

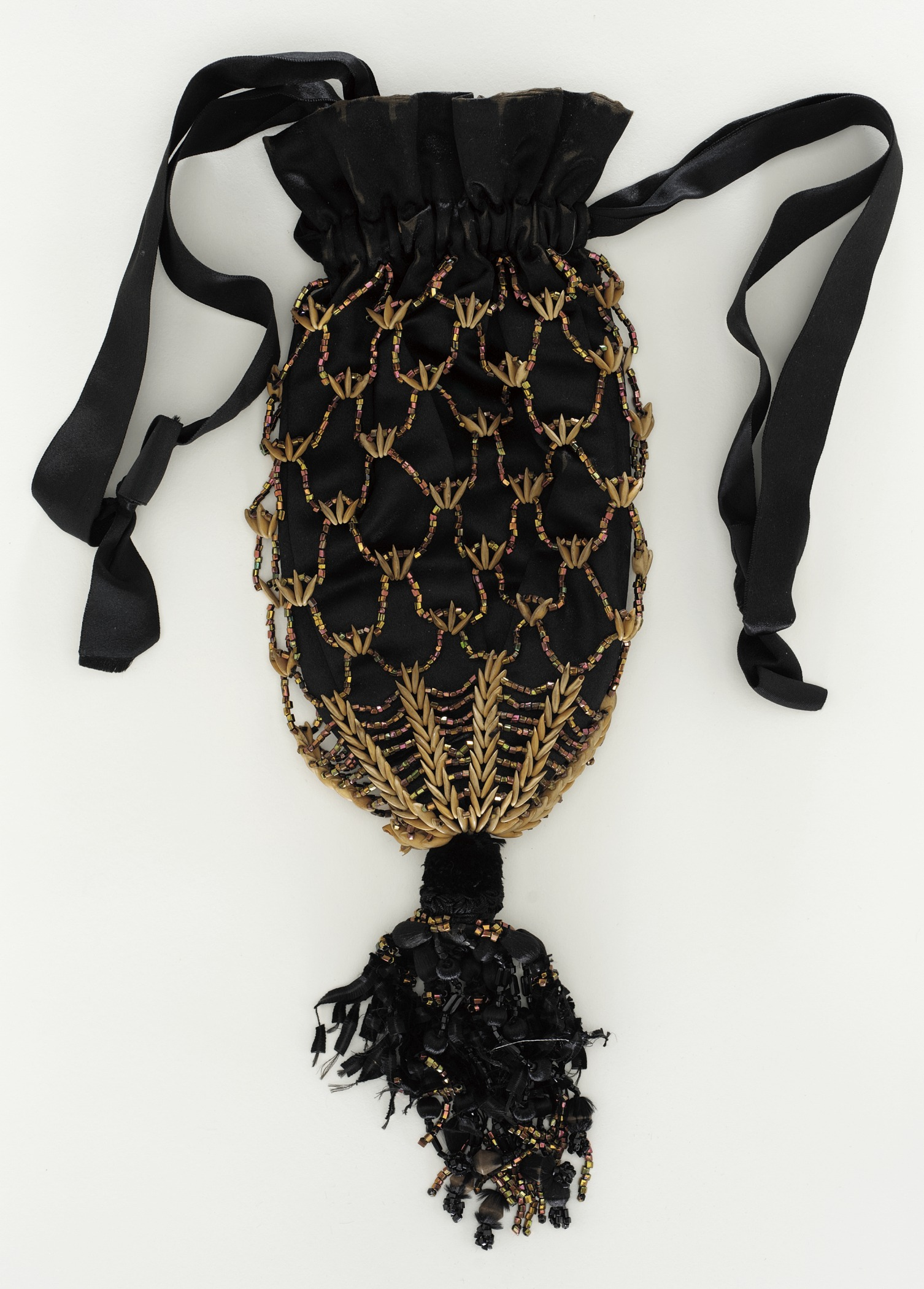
Ridículo hecho de cuentas de alambre de bronce, semillas de melón y satén; medidas: 22,86 cm; (Estados Unidos, hacia 1860); Museo de Arte del Condado de Los Ángeles.

Ridículo fue un pequeño bolso de mano utilizado por las mujeres acomodadas como complemento.
Su uso para llevar el pañuelo u otros pequeños objetos, como sales aromáticas o polveras, prácticamente se ha perdido. Con forma de bolsa pendiente de unos cordones y similar a un portamonedas o una limosnera, solía llevarse colgando o atado a la muñeca.

## Origen, etimología y uso en la literatura
Ridículo procede de la voz latina «reticŭlus» (redecilla, bolsa hecha de red), diminutivo en latín de «rete» (red), y que fue su forma original. Desde tiempos medievales y hasta la época rococó, las mujeres de todas las clases sociales solían llevar a modo de bolsillo para útiles pequeños unas bolsas planas atadas a la cintura debajo del vestido o falda, sobre las enaguas y refajos, denominada faltriquera. Pero entre las mujeres acomodadas, su uso desapareció hacia 1795 con la introducción de la moda estilo directorio que imitaba el atuendo grecorromano con prendas finas que caían rectas y ceñidas altas, justo bajo el pecho. Para poder llevar aunque solo fuera un pañuelo, se acompañaba con una redecilla a modo de bolsito de mano, que pronto adquirieron formas fantasiosas, de piña o concha, y pronto ricamente bordadas o hechas de punto o terciopelo, seda o satén. Acabaron teniendo formas y estilos variados, adornadas con diversos abalorios, pues en muchas ocasiones, eran confeccionados por sus propias dueñas.
Un ejemplo literario muy descriptivo de su uso puede encontrarse en este pasaje de La Fontana de Oro, novela de Benito Pérez Galdos:

"Salomé ostentaba en su muñeca el ridículo, que caía sobre el antepecho del balcón, ofreciendo al asombro del numeroso público los vivos colores de sus mostacillas azules y de sus lentejuelas doradas. Era el tal ridículo primorosa obra, en cuya elaboración tomaron parte las delicadas manos de su dueña... Salomé profesaba mucho cariño a aquella prenda, porque le parecía que al ceñirla a su muñeca llevaba consigo un amuleto de perpetua juventud."
La Fontana de Oro, Benito Pérez Galdós

## Sustitución por el bolso de mano
La Revolución Industrial trajo los viajes en tren, y en 1841 un empresario británico encargó un conjunto de maletas y bolsos para él y su esposa, estipulando que debían ser del mismo cuero que los maletines y baúles, para distinguirlos de las bolsas de tela de las clases humildes. Entre ellos, el fabricante incluyó un "maletín de viaje para dama", el primer bolso de mano femenino. Al principio generó controversia, pues era visto como poco femenino, pero finalmente la practicidad se impuso, al ser más grande y con varios compartimentos interiores, sustituyendo en la vida cotidiana al ridículo en los últimos años del siglo XIX, aunque este todavía se emplea a manera de adorno con algunos vestidos de novia o de noche.